# TT181
La tomba di Ipuky e Nebamun, anche nota come Tomba degli scultori, identificata con la sigla TT181 (Theban Tomb 181), è una delle Tombe dei Nobili ubicate nell’area della cosiddetta Necropoli Tebana, sulla sponda occidentale del Nilo dinanzi alla città di Luxor, in Egitto. Destinata a sepolture di nobili e funzionari connessi alle case regnanti, specie del Nuovo Regno, l'area venne sfruttata, come necropoli, fin dall'Antico Regno e, successivamente, sino al periodo Saitico (con la XXVI dinastia) e Tolemaico.

## Titolari
TT181, nota anche come "tomba degli scultori", era la tomba di:
| Titolare        | Titolo                                                                                                | Necropoli | Dinastia/Periodo  | Note                                                                         |
| --------------- | --- | --------- | ----------------- | ---------------------------------------------------------------------------- |
| Ipuki e Nebamon | Nebamon: Capo degli Scultori del Signore delle Due Terre; Ipuki: Scultore del Signore delle Due Terre | El-Khokha | XVIII dinastia(?) | versante sud-est della collina, in basso; a nord-ovest della casa dell'Omdeh |

### Biografie
Pur trattandosi, di fatto, di scultori e, quindi, di artigiani per l'epoca, dovettero occupare un posto di prestigio nella gerarchia di Corte tanto da meritare la sepoltura nei pressi di Deir el-Bahari. Gli studiosi si sono posti il quesito del perché i due abbiano condiviso una stessa sepoltura giacché una tale usanza non era usuale e deve perciò ritenersi del tutto eccezionale; che non esistesse rapporto di parentela tra i due è dimostrato dalla presenza, sulle pareti, dei relativi genitori. Unico legame apparente, la presenza di Henutnefert che alcuni ipotizzano essere la moglie prima di Ipuki e poi di Nebamon.

#### Nebamon
I genitori di Nebamon furono Neferhet, a sua volta Scultore del Luogo della Verità e Thepu.
Nebamon nella sepoltura annovera i titoli di:
- figlio del kep [N 10];
- Supervisore del Luogo [...] non è specificato di quale luogo si tratti;
- Supervisore del dipartimento segreto di Herihermeru[N 11];
- Capo degli scultori del Signore delle Due Terre[N 12];
- Capo scultore del Sacro luogo;
- Supervisore dei bilanci del re nel Sacro Luogo.

#### Ipuki
I genitori di Ipuki furono Senennuter che, come Nebamon, ricopriva l'incarico di Supervisore del dipartimento segreto di Herihermeru, e Netermosi. Titoli di cui si fregiava Ipuki erano:
- Supervisore (ma non è specificato l'ambito o di quale attività);
- Supervisore del Sacro Luogo;
- Supervisore del bilancio del Signore delle Due Terre;
- Capo scultore del Sacro luogo.

#### Henutneferet
Fu sicuramente la moglie di Ipuki, meno chiaro il legame con Nebamon del quale potrebbe essere stata sorella, o cognata, o vera e propria moglie. L'ipotesi più accreditata è che, qualunque fosse il rapporto tra i tre, Ipuki, Nebamon e Henutneferet, sia stata quest'ultima a predisporre le sepolture, anche in tempi diversi, e a decidere per la unificazione della tomba dei due uomini.

## Archeologia
Nel 1889 Gaston Maspero autorizzò padre Jean-Vincent Scheil a riprodurre un "sommario delle scene" contenute nella TT181 da cui Georges Legrain ricavò tavole a colori dei dipinti e rilievi all'epoca ancora ben leggibili. Successivamente, nel 1910-1911, Norman de Garis Davies ritrovò la tomba, la cui ubicazione era nel frattempo andata perduta, e a sua volta eseguì rilievi e copie delle pitture parietali non lesinando critiche agli esploratori precedenti per i danni nel frattempo intervenuti e per la conseguente perdita di molte, importanti, informazioni.
A suo tempo, i lavori della tomba, che è perciò incompleta, vennero improvvisamente interrotti; non si tratta di un caso isolato, ma in questo caso si ritiene che la causa principale sia dovuta al passaggio di regno tra Amenhotep III e suo figlio Amenhotep IV/Akhenaton, e al conseguente trasferimento ad Akhetaton, ovvero lontano da Tebe, degli artigiani e degli artisti che avrebbero dovuto provvedere alla realizzazione delle tombe reali della nuova capitale voluta da Akhenaton. TT181, inoltre, è stata nei millenni una delle tombe più saccheggiate dell'area e le sue condizioni sono certamente pietose.

## Descrizione
TT181, davanti alla quale si apre un piccolo cortile quasi quadrato cui si accedeva mediante una rampa fiancheggiata da due scale, venne scavata sul versante della collina in roccia davvero povera; planimetricamente si presenta a "T" rovesciata, come tipico delle sepolture del periodo; si tratta, nel complesso, di una tomba molto piccola assolutamente non rifinita tanto che le pareti non vennero lisciate e ognuna presenta una diversa inclinazione. Vennero coperte da uno spesso strato di fango e paglia rivestito di calce e non, come era solito, di stucco; le pitture vennero applicate direttamente su tale strato. La decorazione è del tutto simile a quelle di altre tombe (TT52, TT38, TT139, TT75, TT120 ed altre); precedentemente ai danni del tempo e delle inondazioni, inoltre, la decorazione dovette sottostare all'iconoclastia del periodo atoniano con cancellazione dei nomi non solo di Amon, ma anche della dea Mut, e la soppressione del plurale della parola "dio".
Come detto, TT181 è costituita da un corridoio che immette in una sala trasversale, non ortogonale al corridoio di accesso; un secondo corridoio adduce a una sala perpendicolare alla prima in cui si apre, sulla parete ovest, una sala di forma irregolare. Nel corridoio di accesso Ipuki (?) e la moglie lasciano la tomba e inni sacri; uomini che recano cibi e, sulla parete opposta, Ipuki con accompagnatori che rientra nella tomba dal tempio mentre preti offrono libagioni alla sua persona. Nella sala trasversale, Nebamon e la madre offrono incenso e altre offerte; cantanti ciechi che intonano un inno ad Amon e portatori di offerte. Poco oltre la moglie di Nebamon (?) in offertorio dinanzi al marito, alla madre e a una piccola fanciulla; su tre registri sovrapposti scene di banchetto, parenti dinanzi a Ipuki e sua moglie in presenza di un prete wab. Su quattro registri, la processione funeraria con il trasporto di suppellettili funebri, scatole e cibi, nonché barche con dolenti; poco oltre resti di scene della processione funeraria con portatori di offerte o dolenti verso la dea dell'Occidente (Mertseger); Nebamon e Ipuki dinanzi a Osiride e Iside; servitori con ceste di cibo, prefiche e preti che officiano dinanzi alla mummie con mazzi di fiori. In due scene, Nebamon adora Amenhotep I e la regina Ahmose Nefertari, mentre Ipuki e la moglie adorano Hathor in veste di vacca sacra. Il defunto (?) ispeziona i laboratori dei carpentieri, della pesatura dell'oro, degli orafi, dei gioiellieri, dei fabbri e dei vasai. Su altra parete, Ipuki adora Osiride e i Figli di Horo mentre recita la Confessione negativa; poco oltre Nebamon dinanzi ai suoi genitori e Ipuki dinanzi ai suoi mentre reca mazzi di fiori. Su due registri, molto danneggiati, un uomo in offertorio a Nebamon e alla madre e un figlio, con altri parenti, che offrono mazzi di fiori a Ipuki e sua moglie.
Nella sala perpendicolare alla precedente, scene non ultimate di banchetto con il defunto e la moglie (non è precisato se si tratti di Nebamon o Ipuki) seduti mentre una fanciulla offre loro cibi in presenza di un liutista cieco e un suonatore di nacchere.
La tomba prevede due distinti pozzi per accedere alla parte ipogea (forse uno per ciascun defunto): uno si apre in prossimità dell'ingresso, nel cortile (angolo nord-ovest), e l'altro in un annesso alla sala longitudinale. L'appartamento funebre sotterraneo è tuttavia unico e molto basso.

### Annotazioni
1. ↑  La numerazione dei locali e delle pareti segue quella di Porter e Moss 1927, p. 370. Per la TT181 seguire la numerazione azzurra.
2. ↑  La prima numerazione delle tombe, dalla numero 1 alla 253, risale al 1913 con l’edizione del "Topographical Catalogue of the Private Tombs of Thebes" di Alan Gardiner e Arthur Weigall. Le tombe erano numerate in ordine di scoperta e non geografico; ugualmente in ordine cronologico di scoperta sono le tombe dalla 253 in poi.
3. ↑  I campi della Duat, ovvero l'aldilà egizio, si trovavano, secondo le credenze, proprio sulla riva occidentale del grande fiume.
4. ↑  Nella sua epoca di utilizzo, l'area era nota come "Quella di fronte al suo Signore" (con riferimento alla riva orientale, dove si trovavano le strutture dei Palazzi di residenza dei re e i templi dei principali dei) o, più semplicemente, "Occidente di Tebe".
5. ↑  le Tombe dei Nobili, benché raggruppate in un'unica area, sono di fatto distribuite su più necropoli distinte.
6. ↑  Le note, sovente di inquadramento topografico della tomba, sono tratte dal "Topographical Catalogue" di Gardiner e Weigall, ed. 1913 e fanno perciò riferimento alla situazione dell'epoca.
7. ↑  Con il termine omdeh si indica, in Egitto, il capo-villaggio.
8. ↑  Altri ipotizzano invece che Henutnefert sia stata la moglie di Ipuki e la sorella di Nebamon, ma il termine egizio snt-f viene tradotto sia come "sorella" che come "moglie" e questo ingenera spesso impossibilità di qualificare il personaggio. Tale seconda ipotesi, pure presa in considerazione e scartata da Davies, è oggi, alla luce del contesto e delle traduzioni nel frattempo intervenute, quella più accreditata.
9. ↑  Set-Maat = "Luogo della Verità" (ma anche Djeseret-Iset) era uno dei nomi con cui era noto il villaggio operaio di Deir el-Medina. Il villaggio era anche noto come Pa-demi, ovvero, semplicemente, "il villaggio".
10. ↑  Il kep venne istituito presso la Corte da Thutmosi III ed era una sorta di accademia che riuniva i figli regali, con quelli dei funzionari di palazzo più stretti, con i figli dei re vassalli che venivano trattenuti alla Corte egizia, vuoi come ostaggi, per garantirsi la lealtà dei regali genitori, vuoi per educarli facendo aumentare, in quelli che sarebbero divenuti i re del domani, il sentimento di lealtà nei confronti della corte faraonica. In questo caso il titolo sta ad indicare comunque il figlio di un personaggio influente a Corte, o comunque meritevole dell'onore di essere educato alla stregua di un principe. È interessante notare che Ipuki non potrà vantare tale titolo con ciò stabilendo una sorta di gerarchia tra i due.
11. ↑  Si tratta forse di un titolo sacerdotale, ma non ne è nota la portata, né il luogo menzionato.
12. ↑  Letteralmente: portatore del cesello degli scultori.
13. ↑  Il termine hemet, che indicava sicuramente la moglie, cadde in disuso durante la XVIII dinastia venendo sostituito dal generico "senet" traducibile con "moglie", ma anche con "sorella".
14. ↑  Dall'ingresso alla parete di fondo della stanza longitudinale non raggiunge gli 8 m, mentre la sala trasversale misura circa 4,80 m per poco più di 1 m di larghezza; entrambi i locali hanno un'altezza che varia da 1,60 a circa 2m.
15. ↑  I preti "wab", ma anche "uab", o "uebu", appartenevano al basso clero ed erano incaricati della manutenzione degli strumenti del culto e degli oggetti comunque ad esso connessi. A loro competeva il lavacro e l'abbigliamento giornaliero della statua del dio presso cui operavano e a loro competeva il trasporto della statua del dio (generalmente su una barca sacra) durante le cerimonie. Erano gerarchicamente sottoposti ad un "grande prete wab" cui competevano le operazioni giornaliere di culto della divinità.

### Fonti
1. ↑  Gardiner e Weigall 1913.
2. ↑  Donadoni 1999,  p. 115.
3. 1 2 3  Porter e Moss 1927,  p. 286.
4. ↑  Gardiner e Weigall 1913, pp. 32-33.
5. ↑  Gardiner e Weigall 1913, p. 31.
6. ↑  Dorman 2003.
7. ↑  Davies 1925.
8. 1 2  Polz 1990.
9. 1 2  Davies 1925.
10. 1 2  Mekhitarian 1997.
11. ↑  Scheill 1891.
12. ↑  Hartwig 2004.
13. ↑  Porter e Moss 1927,  pp. 286-289.
14. ↑  Kampp 1996.